# Mia Lecomte
Mia Lecomte (Milano, 27 aprile 1966) è una poetessa e scrittrice francese di lingua italiana.

## Biografia
Mia Lecomte è nata a Milano da padre francese e madre italiana e ha trascorso gran parte dell'infanzia e dell'adolescenza in Svizzera, dove attualmente risiede.
Di formazione comparatistica, dottore in Studi italiani presso l'Università Sorbonne Nouvelle-Paris 3, si occupa di letteratura transnazionale italofona e in particolare di poesia, di cui è una delle principali studiose e alla quale ha dedicato il saggio Di un poetico altrove. Poesia transnazionale italofona (1960-2016) (2018). I suoi interventi critici sono inclusi in numerosi volumi collettanei ed è curatrice delle antologie Ai confini dei verso. Poesia della migrazione in italiano (2006), Sempre ai confini del verso. Dispatri poetici in italiano (2011) e, con Luigi Bonaffini, A New Map: The Poetry of Migrant Writers in Italy (2011).
Poeta, narratrice e autrice per bambini, tra le sue pubblicazioni si ricordano le sillogi poetiche Terra di risulta (2009), Intanto il tempo (2012), Al museo delle relazioni interrotte (2016) e Lettere da dove (2022); la raccolta di racconti Cronache da un'impossibilità (2015) e i libri per bambini L'Altracittà (2010) e Gli Spaesati / Les Dépaysée (2019). Tradotte in molte lingue, le sue poesie sono presenti all'estero e in Italia in riviste e raccolte antologiche tra cui Confluences poétiques (Paris, Mercure de France, 2007-2008, n.2 - n.3), InVerse. Italian poets in translation (Roma, John Cabot University Press, 2008), Migrations: an Afro-Italian night of the poets (Ibadan, Bookcraft, 2013. Prefazione di Wole Soyinka), Mana scrie sunetul (Bucarești, Eikon, 2014. A cura di Eliza Macadan), Vuela alta palabra (Caza de Libros editores, Bogotá, 2015, vol.III - Las voces imprescindibles. A cura di Emilio Coco), Altrove. Antologia bilingue della poesia italiana in Francia (Roma, Ensemble, 2024. A cura di I. Antici e M. Battisti, 2024). Sue sillogi poetiche sono state pubblicate in inglese (For the maintenance of Landscape, 2012), in francese (Là où tu as ton corps, 2020. Prix Khoury Ghata 2021), in romeno (Nuda proprietate, 2020) e in portoghese (Desabitável, 2024).
Traduttrice di poesia dal francese (Thierry Metz, Jean-Charles Vegliante, Blaise Cendrars, Luis Mizon, Eric Sarner, Francis Catalano, James Noël, Vince Fasciani...). e più sporadicamente dall’inglese e dal portoghese (Azita Ghahreman, Michael Hofmann, Manoel de Barros, Marina Colasanti…). Coordina il blog collettivo di traduzione poetica Linguafranca per il quotidiano «Il Fatto Quotidiano».
Tra i fondatori nel 2003 del trimestrale online di letteratura della migrazione El Ghibli, del cui comitato di redazione ha fatto parte fino al 2018, è redattrice del semestrale di poesia comparata Semicerchio e del periodico letterario online indiano The Antonym. Collabora all'edizione italiana de Le Monde Diplomatique.
Nel 2009 ha ideato e fondato la Compagnia delle poete, un gruppo poetico-teatrale composto da autrici straniere italofone che si esibisce in performance all'insegna della transculturalità e della contaminazione artistica.
Del 2017 è la fondazione di Linguafranca, agenzia letteraria transnazionale.
Da anni, alla produzione letteraria ha affiancato un'attività fotografica ad essa strettamente collegata. Significativo, a questo proposito, il volume poetico-fotografico Home is What is Left (2023).

## Pubblicazioni

### Poesia
- Poesie, Napoli, Edizioni Marotta, 1991. Prefazione di Domenico Rea
- Geometrie reversibili, Salerno, Ripostes, 1996
- Litania del perduto, Prato, Canopo, 2002, con testo a fronte in inglese e incisioni dell'artista Erica Shuttleworth
- Autobiografie non vissute, Lecce, Manni, 2004. Prefazione di Predrag Matvejević
- Terra di risulta, Milano, La Vita Felice, 2009. Prefazione di Gabriela Fantato
- Intanto il tempo, Milano, La Vita Felice, 2012. Prefazione di Gabriela Fantato, postfazione Elio Grasso
- Al museo delle relazioni interrotte, Como, LietoColle, 2016. Postfazione di Carlo Bordini
- Lettere da dove, Latiano (BR), Interno Poesia, 2022. Con una nota di Ugo Fracassa

- For the Maintenance of Landescape, Toronto, Guernica, 2012. A cura di Johanna Bishop e Brenda Porster. Prefazione di Sally Read
- Nuda proprietate / Nuda proprietà, Bucarești, Eikon, 2020. A cura di Eliza Macadan
- Là où tu as ton corps / Là dove hai il corpo, Alger, Apic, 2020. A cura di Roméo Fratti e Éric Sarner. Prefazione di Elio Grasso. Con una nota di Antonella Anedda. Prix Khoury Ghata 2021
- Home is What is Left, Kolkata, The Antonym, 2023. A cura di Brenda Porster [poesia e fotografia]
- Desábitavel, Juiz de Fora, Macondo, 2024. A cura di Cláudia Alves

### Narrativa
- Cronache da un'impossibilità, Pescara, Quarup, 2015

- Chronicle of an Impossibility, Kolkata, The Antonym, 2024. A cura di Johanna Bishop e Brenda Porster

### Libri per bambini
- La fiaba infinita, Milano, Piccoli, 1987
- La fiaba impossibile, Milano, Piccoli, 1987
- TiriTiritere, Bergamo, Larus, 2001
- Come un pesce nel diluvio, Roma, Sinnos, 2008
- L'altracittà, Roma, Sinnos, 2010
- Gli Spaesati / Les dépaysés, Siracusa, VerbaVolant, 2019

### Studi critici e antologie a sua cura
- Animali parlanti. Le parole degli animali nella letteratura del Cinquecento e del Seicento, Firenze, Firenze Atheneum, 1995. Prefazione di Walter Mauro
- Ai confini del verso. Poesia della migrazione in italiano, Firenze, Le Lettere, 2006
- Sempre ai confini del verso. Dispatri poetici in italiano, Paris, Chemins de tr@verse, 2011
- A New Map: The Poetry of Migrant Writers in Italy, New York, Legas, 2011
- Di un poetico altrove. Poesia transnazionale italofona (1960-2016), Firenze, Franco Cesati, 2018

### Varie
- Luoghi poetici, Firenze, Loggia de'Lanzi, 1996. Realizzato con il fotografo Sebastian Cortés, prefazione di Francesco Stella

### Traduzioni
- Luis Mizón, La casa del respiro, Milano, La Vita Felice, 2008
- James Noël, La migrazione dei muri, Roma, Villa Medici, 2012 (libro d’artista ideato da Fanette Mellier)
- Thierry Metz, Dire tutto alle case, Latiano (BR), Interno Poesia, 2021. Prima posizione Classifica di Qualità libri di poesia tradotti nel 2021
- Jean-Charles Vegliante, Rauco in noi un linguaggio, Latiano (BR), Interno Poesia 2021
- Kaveh Akbar, Il miracolo, Milano, Il Saggiatore, 2025 (in collaborazione con Andrea Sirotti)